# Edyta Śliwińska
Edyta Śliwińska (ur. 6 maja 1981 w Warszawie) – polsko-amerykańska tancerka i fotomodelka.

## Życiorys
W latach 2005–2016 z przerwami występowała w charakterze trenerki tańca w programie rozrywkowym ABC Dancing with the Stars.
| Rok  | Edycja           | Partner           | Wynik       |
| ---- | ---------------- | ----------------- | ----------- |
| 2005 | Pierwsza         | Evander Holyfield | 5. miejsce  |
| 2005 | Druga            | George Hamilton   | 5. miejsce  |
| 2006 | Trzecia          | Joey Lawrence     | 3. miejsce  |
| 2007 | Czwarta          | John Ratzenberger | 6. miejsce  |
| 2007 | Piąta            | Cameron Mathison  | 5. miejsce  |
| 2008 | Szósta           | Jason Taylor      | 2. miejsce  |
| 2008 | Siódma           | Jeffery Ross      | 13. miejsce |
| 2009 | Ósma             | Lawrence Taylor   | 7. miejsce  |
| 2009 | Dziewiąta        | Ashley Hamilton   | 16. miejsce |
| 2010 | Dziesiąta        | Aiden Turner      | 9. miejsce  |
| 2016 | Dwudziesta druga | Geraldo Rivera    | 12. miejsce |

W 2009 zagrała gościnnie w jednym odcinku serialu CSI: Kryminalne zagadki Nowego Jorku. Jej zdjęcia prezentowane były na łamach magazynów, takich jak m.in. „FitnessRx”, „Maxim” i „SELF”.

### Życie prywatne
1 września 2007 wyszła za tancerza Aleca Mazo, z którym ma syna Michaela (ur. 4 stycznia 2014) i córkę Leię (ur. 18 czerwca 2017).

## Filmografia

### DVD
- Dancing like the Pros
- Fitness with the Pros